# 323. pehotni polk (Wehrmacht)
323. pehotni polk (izvirno nemško Infanterie-Regiment 323) je bil eden izmed pehotnih polkov v sestavi redne nemške kopenske vojske med drugo svetovno vojno.

## Zgodovina
Polk je bil ustanovljen 26. avgusta 1939 kot polk 3. vala preko Landwehr-Kommandeur Berlin; polk je bil dodeljen 218. pehotni diviziji.
Decembra 1940 so bile 4., 8. in 12. četa reorganizirane v mitralješke čete, medtem ko je bila 15. (pionirska) četa odvzeta polku in dodeljena 218. pionirskemu bataljonu.
Marca 1940 so znotraj polka ustanovili IV. (poljskorekrutni) bataljon, ki je bil 1. junija 1940 odvzet in postal II. bataljon 214. poljskorekrutnega pehotnega polka.
Med avgustom 1940 in februarjem 1941 je bil polk na počitku in popolnitvi. 
13. novembra 1941 je bila 13. četa odvzeta in dodeljena 320. pehotnemu polku. I. bataljon je bil poleti 1942 razpuščen.
15. oktobra 1942 je bil polk preimenovan v 323. grenadirski polk.